# Авельянеда, Флореаль
Флореаль Эдгардо Авельяне́да (исп. Floreal Edgardo Avellaneda, 14 мая 1960, Росарио — май 1976, Буэнос-Айрес) — аргентинский коммунист, член Молодёжной коммунистической федерации, зверски убит в 15-летнем возрасте, став жертвой «грязной войны» в Аргентине.

## Биография
Сын членов Коммунистической партии Аргентины Ирис Этельвины Перейра де Авельянеда и Флореаля Авельянеды. В 15-летнем возрасте, 15 апреля 1976 года вместе со своей матерью «арестован» в качестве заложника для поимки отца семейства. Они были доставлены в Вилья Мартелли и подвергнуты жестоким пыткам, после чего разлучены. 14 мая 1976 года его тело было обнаружено на берегу реки Рио-де-ла-Плата со следами зверских истязаний: Флореаль был посажен на кол.
Позднее Ирис Этельвина Перейра, которая 11 ноября 1976 года была переведена в обычную тюрьму и выпущена на свободу в июле 1978 года, признавалась, что Флореаль не выдал своих товарищей, и членам «эскадронов смерти» не удалось узнать от него никакой информации.
В настоящее время идёт национальная кампания в поддержку проведения расследования этого дела и наказания виновных.